# Bernard Bougeault
Bernard Bougeault (né 31 octobre 1923 à Dijon et décédé le 17 juillet 2008 à Apt) est un architecte amiénois.

## Biographie
À partir de 1943, il étudie à l’École spéciale d’architecture, élève d’Auguste Perret. Il est diplômé le 18 juin 1947.
Il commence sa carrière à Bayeux, dans l’agence de Georges et Gilbert Hallier. Il collabore également avec les architectes Albert Laprade et Robert Camelot. En 1955, il devient chef d’agence chez Henri-Jacques Le Même.
Il s’installe, en remplacement de Maurice Thorel, à Amiens en 1960. Il y construisit de très nombreux bâtiments jusqu’en 1976 dont beaucoup de logements dans un style moderne. En 1971, la construction de la « maison de verre » sur le parvis de la Cathédrale d’Amiens entraine une polémique qui interrompra le chantier.

## Principales constructions
- 1961 Eglise Saint-Martin Eppeville
- 1965 La villa Normand à Amiens[5]
- 1967 Église Saint-Paul d'Amiens, quartier Étouvie[6]
- 1969 Agence et habitation de l’architecte ou la « Maison de Verre »
- 1970 Hôtel de ville de Poix-de-Picardie
- 1970-1972 Restaurant Universitaire du Bailly, avenue des Facultés Salouel[7]
- 1972 Villa Tribouilloy, rue Saint-Fuscien à Amiens
- 1973 Camping municipal du Rompval, Mers-les-Bains [8]
- 1974-1976 Théâtre La Rose des vents de Villeneuve-d’Ascq[9],[10]